# 华盛顿学院
华盛顿学院（英語：Washington College）是一所位于美国中大西洋地区私立四年制的文理学院，位於马里兰州的切斯特頓，校區大小為112英畝（45公頃）。該校前身為1723年成立的肯特县自由学校，並於1782年獲得馬里蘭州的特許以及乔治·华盛顿的贊助，同時更名為华盛顿学院。华盛顿学院是美国上第十歷史悠久的學院，也是美國獨立後首間獲得特許的學院。1891年，华盛顿学院開始實行混合性別教育。

## 外部連結
- 官方網站（页面存档备份，存于）（英文）
- 官方運動員網站（页面存档备份，存于）（英文）